# Hamma (Einheit)
Das Hamma war ein altgriechisches Längenmaß.
- 1 Hamma = 40 Pecheis/Ellen